# Trolleybus de Debrecen
Le trolleybus de Debrecen est un réseau de trolleybus qui dessert la ville de Debrecen, chef-lieu du Hajdú-Bihar, en Hongrie.
Ce réseau, créé en 1985, est exploité par la société publique Debreceni Közlekedési Zrt. (DKV).

## Histoire
À la suite de la suppression de 4 des 5 lignes du tramway de Debrecen, en 1970, le réseau de trolleybus est créé en 1985.

## Lignes et dessertes
Le reseau est constitué des lignes suivantes :
| Indice | Itinéraire.                                |
| ------ | ------------------------------------------ |
| 5/5A   | Segner tér - Köztemető, főkapu / Kassai út |
| 3/3A   | Segner tér - Köztemető, főkapu/Hadházi út  |
| 4      | Segner tér - Dobozi lakótelep - Segner tér |

## Matériel roulant
Le réseau est équipé de trolleybus ZiU articulées ou à caisses uniques de 1985, construits en URSS.
Depuis 2005, il est également doté de trolleybus Gans-Solaris Trollino-12.
|  |  |